# جايسون ويندسور
جايسون ويندسور (بالإنجليزية: Jason Windsor)‏ هو لاعب كرة قاعدة أمريكي، ولد في 16 يوليو 1982 في سان بيرناردينو في الولايات المتحدة.

## وصلات خارجية
- جايسون ويندسور على موقعبيزبول رفرنس.كوم (الدوري الرئيسي) (الإنجليزية)
- جايسون ويندسور على موقعبيزبول رفرنس.كوم (الدوري الثانوي) (الإنجليزية)